# انجمن علوم شناختی

انجمن علوم شناختی

انجمن علوم شناختی یک انجمن حرفه‌ای در عرصهٔ بین رشته‌ای علوم شناختی است. این انجمن، محققان رشته‌های مختلف را که هدف مشترکشان درک ماهیت ذهن انسان است، دور هم جمع می‌کند؛ و تبادل علمی میان پژوهشگران رشته‌های مختلف مرتبط با علوم شناختی را ارتقا می‌دهد. علوم شناختی به‌عنوان یک علم همگرا که روان‌شناسی، علوم اعصاب، فلسفة ذهن، هوش مصنوعی، انسان‌شناسی و زبان‌شناسی را به یکدیگر پیوند می‌دهد ابتدا از آمریکا شروع به گسترش کرد. علوم شناختی درواقع پلی است برای حرکت از مفهوم ذهن به سوی ارگان بسیار پیچیدة مغز. انجمن علوم شناختی، یک سازمان حرفه‌ای غیرانتفاعی است و فعالیت‌های آن شامل حمایت از یک کنفرانس سالانه و انتشار مجلات Cognitive Science و TopiCS است.
این انجمن عضو فدراسیون وابستگی‌های مغز و علوم رفتاری است.

## جلسات
این گروه حامی کنفرانس سالیانهٔ انجمن علوم شناختی است، جلسه‌ای که میزبان جدیدترین اطلاعات و نظریه‌های پژوهشگران علوم شناختی است، و اقدامات انتشار آن نیز فراهم است. 
اولین جلسهٔ کنفرانس در سال ۱۹۷۹ در دانشگاه کالیفرنیا، سن دیگو در لاهویای کالیفرنیا برگزار شد.
این انجمن در سال ۱۹۷۹ به عنوان یک سازمان حرفه‌ای غیرانتفاعی در ماساچوست ثبت شد. اعضای سازمان عبارت بودند از راجر شنک، آلن کالینز، دونالد نورمن، و تعدادی محققان دیگر از روان‌شناسی، زبان‌شناسی، علوم کامپیوتر، و فلسفه.
این انجمن در حال حاضر بیشتر از ۱۵۰۰ عضو دارد، که تعداد قابل توجهی از آن‌ها از کشورهایی خارج از ایالات متحده هستند.

## کنفرانس
اولین کنفرانس علوم شناختی در لاجولا، کالیفرنیا در اکتبر 1979 برگزار شد و از آن زمان تاکنون هر سال برگزار می شود. مجموعه مقالات هر کنفرانس منتشر می شود، و موارد مربوط به بیشتر سال‌ها از طریق Lawrence Erlbaum Associates, Inc در دسترس است. مجموعه مقالات سالانه کنفرانس علوم شناختی منبع اصلی اطلاعات در مورد کارهای جدید و ایده‌های جدید در مطالعه علمی تفکر است. در سال 1990، انجمن با کمک یک اهداکننده ناشناس، جایزه دیوید مار را برای بهترین مقاله دانشجویی در هر جلسه سالانه تعیین کرد.

## مجله
ژورنال یا مجله علوم شناختی، در سال 1976 شروع به انتشار کرد و اکنون توسط Wiley-Blackwell منتشر می شود. سردبیر اجرایی در حال حاضر ریچارد پی کوپر از Birkbeck، دانشگاه لندن است، و 18 دستیار ویراستار و یک هیئت تحریریه 30 نفره وجود دارد. حق چاپ مقالات منتشر شده در مجله متعلق به انجمن است. هیئت مدیره انجمن علوم شناختی در اواخر سال 2006 به تأسیس مجله جدیدی به نام Topics in Cognitive Science (موضوعات) رأی داد. سردبیر وین گری، بخش علوم شناختی، موسسه پلی تکنیک رنسلر است. این مجله به دنبال پر کردن جایگاهی است که توسط مجله علوم شناختی یا سایر مجلات علوم شناختی اشغال نشده است. عضویت در انجمن شامل اشتراک در علوم شناختی و موضوعات است.

## مجلات منتشر شده توسط انجمن علوم شناختی
- علوم شناختی، ISSN 0364-0213
- موضوعات علوم شناختی ،ISSN 1756-8757
- یک مجله چند رشته‌ایISSN 1551-6709 0364-0213, 1551-6709
- علوم شناختیISSN 0364-0213